# Epinephelus lebretonianus
 Epinephelus lebretonianus és una espècie de peix de la família dels serrànids i de l'ordre dels perciformes.

## Morfologia
Els mascles poden assolir els 24,8 cm de longitud total.

## Distribució geogràfica
Es troba, probablement, a l'Índic i al Pacífic.